# Roger Bens
Roger Bens ist ein französischer Chansonsänger.

## Hintergrund
Er wurde ausgewählt, Frankreich beim Eurovision Song Contest 1985 in Göteborg zu vertreten. Mit dem Chanson Femme dans ses rêves aussi erreichte er den zehnten Platz.
Es erschien nur diese eine Single von ihm.